# 老岭
老岭山脉，纵贯吉林省集安县，为鸭绿江与浑江、头道江分水岭。

## 位置
向北延伸至通化县、浑江市和靖宇县，向南延伸至辽宁省桓仁满族自治县。北至抚松附近的头道江左岸，南至浑江下游左岸，呈北北东走向，长约200公里，宽20～30公里。

## 地质
东侧有鸭绿江深断裂，沿断裂发育有鸭绿江谷地。岩石多为元古界集安群、老岭群变质岩、燕山期花岗岩和侏罗系火山岩。新构造运动上升明显。

## 地貌
以中山为主，为吉林省东部山势较高的山脉，海拔多在1000～1300米，相对高度600～800米。山脊多尖耸，山坡多陡峻，主脉走向明显，两侧河谷狭窄。主要山峰有老岭峰（1589米）、六道沟东山（1525．2米）、老土顶（1516米）、老虎山（1367．6米）、东老秃顶子（1267．2米）等。山上森林茂密，水土流失轻微，有明显的气候屏障作用。